# Kyzylsou
Le Kyzylsou, (ou Kyzyl-Souou, ce qui signifie en langue française « eau rouge ») est une rivière du Kirghizistan et du Tadjikistan.

## Géographie
Il prend sa source à plus de 1 834 m d'altitude sur les pentes des monts Transalaï et poursuit son cours dans la vallée de l'Alaï. Jusqu'à la confluence avec la rivière Aïliama, il s'appelle Karasou. Il termine son cours en étant rejoint par la rivière Mouksou et formant alors la rivière Vakhch. La rivière s'étend sur 235 km.
Quelques lieux habités se trouvent sur ses berges, comme (de la source à la confluence) Sary-Tach, Daraout-Kourgan, Djenendi, Alga, ou Dombatchi.